# Bahçeşehir
Koordinaten: 41° 3′ 40″ N, 28° 42′ 20″ O
Bahçeşehir ist ein Stadtviertel, das zwischen 1999 und 2009 Gemeindestatus genoss und zu Büyükçekmece gehörte. Inzwischen gehört das auf der europäischen Seite Istanbuls gelegene Viertel zur Gemeinde Başakşehir. Der Name Bahçeşehir (persisch باغچهشهر, DMG Bāġčešahr) bedeutet „Gartenstadt“.

## Geschichte
Ursprünglich wurde Bahçeşehir unter der Regierung Turgut Özals von der damals noch staatlichen Immobilienbank (Emlakbank) als 16.000 Wohneinheiten umfassendes Satellitenstadtprojekt geplant. Bis zum Jahr 1990 wurden 6000 Wohnungen, Reihen- und Einfamilienhäuser fertiggestellt und bezogen. Die Immobilienbaisse der 1990er Jahre in der Türkei hatte dazu geführt, dass das Projekt zum Stillstand kam. Nachdem die Fertigstellung des Projekts 2002 der staatlichen Wohnungsbaugesellschaft T.O.K.I. übergeben worden war, bekam das Projekt mit dem erneuten Immobilienboom neuen Schwung und soll am Bauende sogar von der Größe her die ursprüngliche Planung weit übertreffen.

## Versorgung
Das deutsche Krankenhaus in Istanbul (Alman Hastanesi) unterhält in Bahçeşehir eine Außenstelle.